# دمسکوس (اورگن)
دمسکوس (به انگلیسی: Damascus) شهری در شهرستان کلکمس ایالت اورگن است و در سرشماری سال ۲۰۱۱ میلادی، ۱۰٬۵۳۹ نفر جمعیت داشته که نسبت به سال ۲۰۱۰، ۰٫۳۴ درصد رشد جمعیت داشته‌است.